# Atentado de Begoña

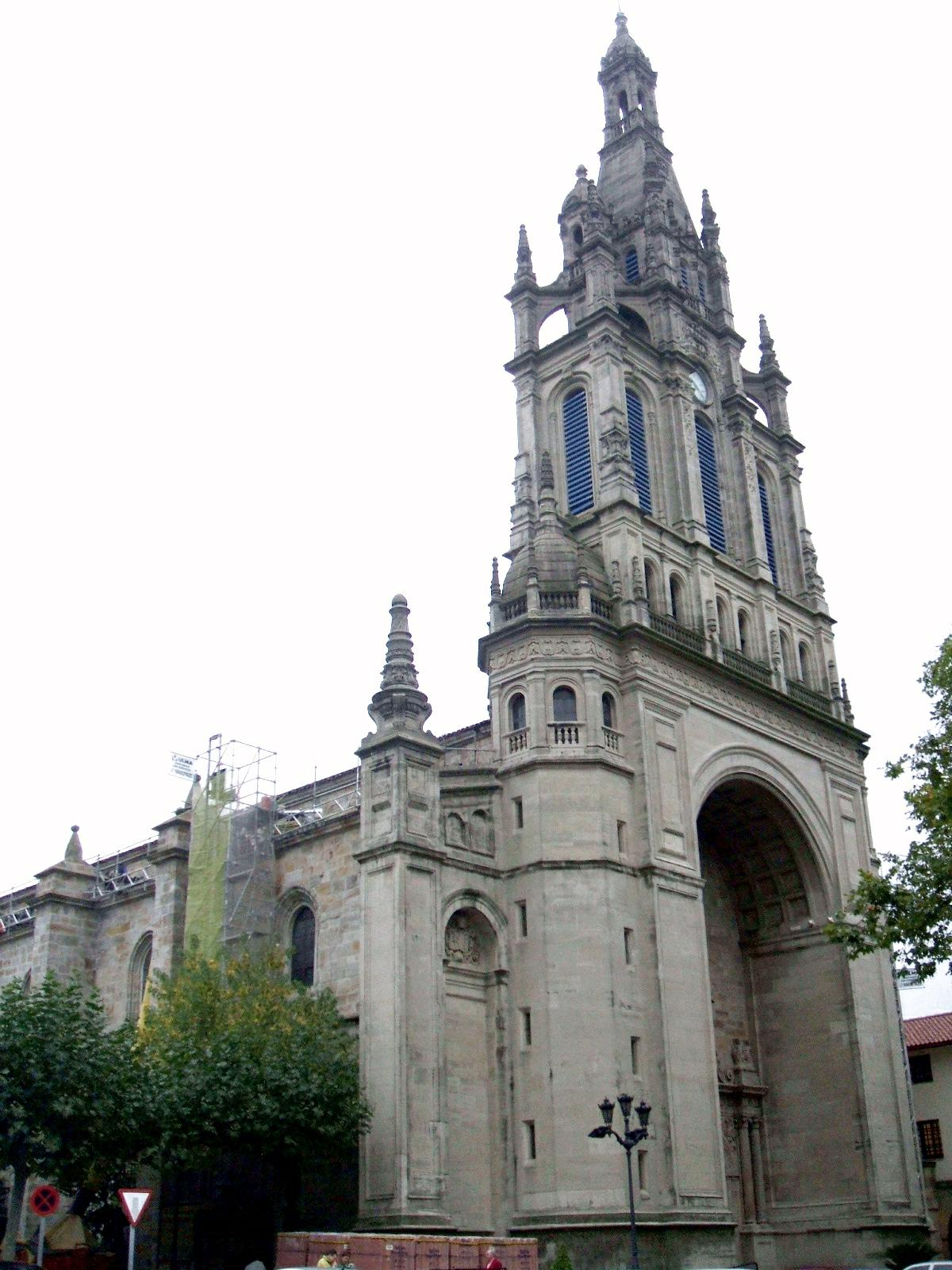
Basílica de Nuestra Señora de Begoña, frente a la cual se produjo el atentado.

El atentado de Begoña es un suceso ocurrido frente a la basílica de Nuestra Señora de Begoña del barrio bilbaíno de Begoña el 16 de agosto de 1942, durante el primer franquismo, en el que fue lanzada una granada de mano por el falangista Juan José Domínguez Muñoz, según varios testigos, provocando setenta heridos leves. El acto fue interpretado como un atentado fallido contra el general carlista José Enrique Varela, entonces ministro del Ejército.

## Historia
A principios de agosto de 1942, a la salida del solemne funeral por los caídos carlistas en la guerra civil española que se había celebrado en la iglesia de San Vicente de Abando, en Bilbao, hubo gritos en contra de los falangistas. Un camisa vieja de Bilbao lo consideró una provocación y pidió al vicesecretario de FET y de las JONS, José Luna Meléndez —un falangista próximo al «cuñadísimo» Ramón Serrano Suñer— que se organizara una respuesta, ya que el 15 de agosto iba a celebrarse un nuevo acto carlista en conmemoración de sus caídos en la basílica de la Virgen de Begoña, en Bilbao, y que iba a estar presidido por el ministro del Ejército, el general Varela.
La víspera de la celebración, el comandante de las milicias falangistas de Bilbao informó a su jefe regional, con sede en Burgos, que entre los asistentes al acto de Begoña iba a haber nacionalistas vascos disfrazados con el uniforme carlista, que llevarían armas y que estaban dispuestos a provocar incidentes. Ese mismo día, 14 de agosto, salieron de Valladolid, «después de haber recibido instrucciones», el jefe del SEU de Vizcaya Eduardo Berástegui y un camisa vieja apellidado Calleja. En San Sebastián recogieron a Juan José Domínguez Muñoz, quien, como Calleja, acababa de regresar del frente ruso, donde había combatido en las filas de la División Azul. Llegaron a Bilbao en la madrugada del 15 de agosto.
La misa en honor de los caídos carlistas comenzó a las 11:30 de la mañana en la basílica de Begoña. A la salida del acto, grupos de falangistas comenzaron a increpar a los asistentes —que respondieron con gritos de «¡Viva el rey!», «¡Abajo el socialismo de Estado!» y «¡Muera Franco!»— y de pronto Juan José Domínguez arrojó dos bombas que causaron varios heridos y que estuvieron a punto de alcanzar al general Varela. Domínguez y sus cómplices fueron detenidos y el general Varela informó inmediatamente al general Franco de lo que había sucedido. También llamó al ministro de la Gobernación, Valentín Galarza Morante, para exigir que se entregara a los detenidos a la jurisdicción militar para ser sometidos a un consejo de guerra. Asimismo envió una nota a los ocho capitanes generales en la que decía que el atentado había sido contra el Ejército.
Los ministros falangistas Ramón Serrano Suñer y José Luis Arrese, que se encontraban de vacaciones, regresaron inmediatamente a Madrid, y allí junto con José Antonio Girón de Velasco, también ministro falangista, intentaron impedir que los detenidos fueran condenados y ejecutados quitando importancia al incidente. Para ello enviaron a Bilbao a un representante suyo.
Mientras tanto, el general Franco siguió de vacaciones en Galicia, como si nada hubiera ocurrido, y no comenzó a actuar hasta el 24 de agosto, nueve días después del atentado. Ese día llamó por teléfono al general Varela, quien le dijo que se había producido un atentado contra él y que solo la fortuna le había salvado de morir, a lo que Franco respondió: «Que se haga todo dentro de la mayor equidad, porque ya tratándose de una provocación, las cosas varían». De los ocho falangistas involucrados en Begoña, dos fueron condenados a muerte, Domínguez y Hernando Calleja Calleja. La pena de Calleja acabaría siendo conmutada. Domínguez, en cambio, sí fue fusilado.
Francisco Franco aprovechó el incidente de Begoña para desbancar a los falangistas del poder, cesando a su propio cuñado Ramón Serrano Suñer, ministro de Asuntos Exteriores, y también a Valentín Galarza, ministro de Gobernación, y al general José Enrique Varela, ministro del Ejército. Fue destituido el jefe de las milicias falangistas José Luna Meléndez, a pesar de haber declarado su lealtad inquebrantable al «Generalísimo». Su sustituto fue Manuel de Mora-Figueroa. No obstante, su mandato fue corto, ya que Franco acabaría disolviendo la milicia del partido; su disolución encontró alguna oposición interna, pero Franco logró imponerse.